# 제시카 스탬
제시카 스탬(Jessica Stam, 1986년 4월 23일 ~ )은 캐나다의 모델이다.